# Marathon van Houston 2016
De Marathon van Houston 2016 (ook wel Chevron Houston) vond plaats op zondag 17 januari 2016. Het was de 44e editie van deze marathon.
De wedstrijd werd bij de mannen gewonnen door de Ethiopiër Gebo Burka in 2:10.54. Hij bleef zijn landgenoot Girma Gebre elf seconden voor. De eveneens uit Ethiopië afkomstige Birhanu Gedefa maakte het Ethiopische podium compleet door derde te worden in 2:11.53. De wedstrijd bij de vrouwen werd gewonnen door de Ethiopische Degefa Eshetu in 2:26.07. De eerste man en de eerste vrouw wonnen respectievelijk $40.000 en $42.500 aan prijzengeld.
In totaal finishten er 7794 lopers op de marathon, waarvan 4777 mannen en 3017 vrouwen.

## Uitslagen

### Mannen
| rang   | naam                    | land | tijd    |
| ------ | ----------------------- | ---- | ------- |
| Goud   | Gebo Burka              | ETH  | 2:10.54 |
| Zilver | Girma Gebre             | ETH  | 2:11.05 |
| Brons  | Birhanu Gedefa          | ETH  | 2:11.53 |
| 4      | Yitayal Atnafu          | ETH  | 2:12.09 |
| 5      | Artur Kozlowski         | POL  | 2:14.11 |
| 6      | Bazu Worku              | ETH  | 2:15.08 |
| 7      | Duncan Kwemboi          | KEN  | 2:15.23 |
| 8      | Daniel-Dejesus Vargas   | MEX  | 2:15.54 |
| 9      | Daverso Ramos           | PER  | 2:15.57 |
| 10     | Pardon Ndhlovu          | ZIM  | 2:17.32 |
| 11     | Tyler Jermann           | USA  | 2:18.35 |
| 12     | Yesid-Alexander Orjuela | COL  | 2:18.47 |
| 13     | Cesar-Andres Lizano     | CRC  | 2:19.08 |
| 14     | Fernando Cervantes      | MEX  | 2:19.35 |
| 15     | Gustavo Cañar           | ECU  | 2:19.44 |
| 16     | Angel Chasi             | ECU  | 2:19.47 |
| 17     | Sage Canady             | USA  | 2:20.32 |
| 18     | Michael Cassidy         | USA  | 2:21.20 |
| 21     | Rigoberto Cortes        | MEX  | 2:21.50 |
| 24     | Steve Chu               | USA  | 2:23.26 |
| 25     | Tomas Dominguez         | MEX  | 2:23.37 |

### Vrouwen
| rang   | naam                       | land | tijd    |
| ------ | -------------------------- | ---- | ------- |
| Goud   | Degefa Eshetu              | ETH  | 2:26.07 |
| Zilver | Lisa-Jane Weightman        | AUS  | 2:27.35 |
| Brons  | Sechale Adugna             | ETH  | 2:28.43 |
| 4      | Margarita Hernandez        | MEX  | 2:29.57 |
| 5      | Jovana Delacruz            | PER  | 2:31.33 |
| 6      | Rachel Hannah              | CAN  | 2:32.09 |
| 7      | Agnieszka Gortel           | POL  | 2:33.19 |
| 8      | Guteni Shone               | ETH  | 2:33.19 |
| 9      | Alphine Tuliamuk           | KEN  | 2:35.35 |
| 10     | Cinthya Paucar             | PER  | 2:39.58 |
| 11     | Ayantu Dakebo              | ETH  | 2:41.35 |
| 12     | Silvia-Alexandra Paredes   | ECU  | 2:42.05 |
| 13     | Jane Vongvorachoti         | THA  | 2:42.09 |
| 14     | Marie-Elena Calle          | ECU  | 2:42.19 |
| 15     | Esmeralda Rebollo          | MEX  | 2:42.32 |
| 16     | Megan Saloom               | USA  | 2:43.04 |
| 17     | Katie Schiemann            | USA  | 2:43.50 |
| 18     | Amanda Scott               | USA  | 2:44.10 |
| 19     | Amy Robillard              | USA  | 2:44.16 |
| 20     | Chirine Njeim              | LIB  | 2:44.19 |
| 21     | Caroline Boller            | USA  | 2:44.25 |
| 22     | Katherine-Lorena Velasquez | ECU  | 2:44.32 |
| 23     | Natthaya Thanaronnawat     | THA  | 2:44.45 |
| 24     | Ailsa Macdonald            | CAN  | 2:44.56 |
| 25     | Faviola-Sarah Perez        | MEX  | 2:45.22 |

1972 ·
1973 ·
1974  ·
1975 ·
1976 ·
1977 ·
1978 ·
1979 ·
1980 ·
1981 ·
1982 ·
1983 ·
1984 ·
1985 ·
1986 ·
1987 ·
1988 ·
1989 ·
1990 ·
1991 ·
1992 ·
1993 ·
1994 ·
1995 ·
1996 ·
1997 ·
1998 ·
1999 ·
2000 ·
2001 ·
2002 ·
2003 ·
2004 ·
2005 ·
2006 ·
2007 ·
2008 ·
2009 ·
2010 ·
2011 ·
2012 ·
2013 ·
2014 ·
2015 ·
2016 ·
2017